# Higher Love
Higher Love ist ein Lied von Steve Winwood aus dem Jahr 1986, das von ihm und Will Jennings geschrieben wurde. Es wurde als Single veröffentlicht und erschien auf dem Album Back in the High Life.

## Hintergrund
Higher Love wurde am 20. Juni 1986 veröffentlicht, es wurde in den Vereinigten Staaten und Kanada ein Nummer-eins-Hit. Zudem gewann Winwood mit dem Lied bei den Grammy Awards 1987 in den Kategorien: Single des Jahres (Record Of The Year) und Beste männliche Gesangsdarbietung – Pop (Best Pop Vocal Performance, Male). Der Backgroundgesang stammt von Chaka Khan.
In den Filmen Zwei mal Zwei und Bumblebee als auch in den Serien Schatten der Leidenschaft und Cold Case – Kein Opfer ist je vergessen fand der Titel Verwendung. Ebenso ist er auf dem Soundtrack zu Grand Theft Auto V zu finden.

## Musikvideo
Das Musikvideo wurde im Juni 1986 unter Regie von Peter Kagan und Paula Greif gedreht. Im Video tritt Steve Winwood mit einigen Studiomusikern und Backgroundtänzerinnen in einem Theater auf. 1987 war der Clip bei den MTV Video Music Awards nominiert, verlor aber gegen Peter Gabriels Sledgehammer.

## Kommerzieller Erfolg

### Chartplatzierungen
| ChartsChartplatzierungen       | Höchstplatzierung | Wochen |
| ------------------------------ | ----------------- | ------ |
| Deutschland (GfK)              | 49 (9 Wo.)        | 9      |
| Vereinigte Staaten (Billboard) | 13 (10 Wo.)       | 10     |
| Vereinigtes Königreich (OCC)   | 1 (22 Wo.)        | 22     |

| ChartsJahrescharts (1986)      | Platzierung |
| ------------------------------ | ----------- |
| Vereinigte Staaten (Billboard) | 20          |

### Auszeichnungen für Musikverkäufe
| Land/Region                  | Auszeichnungen für Musikverkäufe (Land/Region, Auszeichnung, Verkäufe) | Verkäufe |
| ---------------------------- | ---------------------------------------------------------------------- | -------- |
| Neuseeland (RMNZ)            | Platin                                                                 | 30.000   |
| Vereinigtes Königreich (BPI) | Gold                                                                   | 400.000  |
| Insgesamt                    | 1× Gold · 1× Platin ·                                                  | 430.000  |

## Coverversionen

### Kygo & Whitney Houston
Ein Cover von Higher Love wurde am 28. Juni 2019 vom norwegischen DJ und Plattenproduzenten Kygo und der verstorbenen amerikanischen Sängerin Whitney Houston als Single veröffentlicht. Der Song wurde am 28. Juni 2019 vom Label RCA Records in Streaming- und digitalen Downloadformaten veröffentlicht. Das Lied ist die Lead-Single von Kygos drittem Studioalbum Golden Hour. Das Lied wurde auch in einem Ford-Summer-Sales-Event-Werbespot im Jahr 2020 verwendet.
Houstons Cover des Winwood-Titels war ursprünglich auf der japanischen Ausgabe ihres dritten Studioalbums I’m Your Baby Tonight (1990) enthalten. Diese Version des Titels wurde vom amerikanischen Musiker Narada Michael Walden produziert, weshalb Walden neben Kygo als Produzent von Higher Love gilt. Houston spielte ihre Interpretation von Higher Love bei den 14 Terminen ihrer Feels So Right Tour 1990 in Japan.

#### Chartplatzierungen
| ChartsChartplatzierungen       | Höchstplatzierung | Wochen |
| ------------------------------ | ----------------- | ------ |
| Deutschland (GfK)              | 22 (24 Wo.)       | 24     |
| Norwegen (IFPI)                | 2 (23 Wo.)        | 23     |
| Österreich (Ö3)                | 20 (24 Wo.)       | 24     |
| Schweiz (IFPI)                 | 10 (44 Wo.)       | 44     |
| Vereinigte Staaten (Billboard) | 63 (9 Wo.)        | 9      |
| Vereinigtes Königreich (OCC)   | 2 (49 Wo.)        | 49     |

| ChartsJahrescharts (2019)    | Platzierung |
| ---------------------------- | ----------- |
| Deutschland (GfK)            | 58          |
| Österreich (Ö3)              | 45          |
| Schweiz (IFPI)               | 30          |
| Vereinigtes Königreich (OCC) | 26          |

| ChartsJahrescharts (2020)    | Platzierung |
| ---------------------------- | ----------- |
| Vereinigtes Königreich (OCC) | 67          |

#### Auszeichnungen für Musikverkäufe
| Land/Region                  | Auszeichnungen für Musikverkäufe (Land/Region, Auszeichnung, Verkäufe) | Verkäufe  |
| ---------------------------- | ---------------------------------------------------------------------- | --------- |
| Australien (ARIA)            | 3× Platin                                                              | 210.000   |
| Belgien (BRMA)               | Platin                                                                 | 40.000    |
| Dänemark (IFPI)              | 2× Platin                                                              | 180.000   |
| Deutschland (BVMI)           | Platin                                                                 | 400.000   |
| Frankreich (SNEP)            | Platin                                                                 | 200.000   |
| Italien (FIMI)               | Platin                                                                 | 100.000   |
| Kanada (MC)                  | 2× Platin                                                              | 160.000   |
| Mexiko (AMPROFON)            | Platin                                                                 | 60.000    |
| Neuseeland (RMNZ)            | 4× Platin                                                              | 120.000   |
| Österreich (IFPI)            | Platin                                                                 | 30.000    |
| Polen (ZPAV)                 | 2× Platin                                                              | 40.000    |
| Schweiz (IFPI)               | Platin                                                                 | 20.000    |
| Spanien (Promusicae)         | Platin                                                                 | 60.000    |
| Vereinigte Staaten (RIAA)    | 3× Platin                                                              | 3.000.000 |
| Vereinigtes Königreich (BPI) | 3× Platin                                                              | 1.800.000 |
| Insgesamt                    | 27× Platin ·                                                           | 6.420.000 |

Hauptartikel: Kygo/Auszeichnungen für Musikverkäufe

### Weitere Coverversionen
- 1990: Whitney Houston[21]
- 1998: Chaka Khan
- 2001: Safri Duo feat. Steve Winwood
- 2004: Nick Jonas
- 2011: James Vincent McMorrow[21]